# Irakkrigen
 For alternative betydninger, se Irakkrigen (flertydig). (Se også artikler, som begynder med Irakkrigen)
Irakkrigen (engelsk: Second Persian Gulf War), (20. marts 2003 – 18. december 2011) var en langvarig krig og besættelse af Irak, der begyndte med den amerikansk-ledede invasion af Irak i 2003. Den amerikanske regerings begrundelse for invasionen var, at Irak besad masseødelæggelsesvåben og udgjorde en "overhængende fare" for USA og verdenssamfundet. Denne påstand er senere blevet tilbagevist af Iraq Survey Group. Andre begrundelser var Iraks formodede forbindelse til terrorisme, befrielsen af det irakiske folk og betydningen af Iraks olieproduktion.
Krigen startede 20. marts 2003, da den amerikansk ledede koalition af villige lande med dansk deltagelse angreb Irak og væltede Saddam Husseins regering i et forsøg på at skabe en ny pro-vestlig regering. Det lykkedes dog ikke at skabe stabilitet i landet, og der har siden invasionens afslutning været et oprør i landet og en begyndende borgerkrig mellem sunnimuslimer og shiamuslimer. Danmark havde siden invasionens afslutning haft en bataljon soldater udstationeret i det sydlige Irak. Et voksende antal af koalitionens lande har besluttede sig til at trække deres tropper ud af krigen, Den danske regering meddelte i februar 2007, at de danske tropper ville blive trukket hjem i august 2007 og erstattet af fire helikoptere og 50 mand. 5. august forlod de sidste danske landtropper Irak.
Krigens årsager og konsekvenser er stadig kontroversielle.
2. maj 2003 erklærede George W. Bush krigshandlingerne i Irakkrigen for afsluttet. Selve krigen blev ikke erklæret for afsluttet og er således officielt stadig i gang under betegnelsen Irakkonflikten (engelsk: Conflict in Iraq). Dette indebærer blandt andet, at krigsfanger fortsat kan tilbageholdes.

## Optakten til konflikten
Siden Golfkrigen i 1991 havde der fra det internationale samfund været et pres på Saddam Husseins Irak. Landet havde været ramt af sanktioner, og FN havde haft våbeninspektører i landet op til flere gange.
I tiden efter terrorangrebet den 11. september 2001 og den efterfølgende krig i Afghanistan blev spørgsmålet om Iraks mulige masseødelæggelsesvåben til en central sag i USA's krig mod terror kampagne.
Allerede før 11. september var der kræfter i George W. Bushs regering, som var tilhængere af en politik, som tillod angreb mod andre stater, hvis de kunne udgøre en fare for USA's sikkerhed. Denne politik  blev første gang formuleret af Paul Wolfowitz.
Efter 11. september styrkede den nykonservative gruppe i den amerikanske regering, ledet af forsvarschef Donald Rumsfeld, sin position og man formulerede den såkaldte Bush-doktrin som forandrede USA's udenrigspolitik og tillod landet at starte en forebyggende krig, et såkaldt preemptive strike, mod andre lande. I krigen mod Afghanistan var begrundelsen ikke et problem, men imod Irak var det til gengæld vanskeligere at retfærdiggøre en militær indgriben.
På trods af, at et stort antal våbeninspektører undersøgte landets militære anlæg i månederne op til krigen, blev der ikke fundet afgørende beviser for, at landet overtrådte forbuddet mod masseødelæggelsesvåben.
Tyskland, Frankrig, Rusland, Kina, hele Afrika samt en lang række andre lande udtalte sig skeptisk om det rimelige i at gennemføre en militær aktion uden godkendelse i FN.

### Begrundelserne for krigen
USA fremførte flere begrundelser for at invadere Irak:
- at Irak havde skjulte lagre med masseødelæggelsesvåben og et hemmeligt atomvåbenprogram.
- at Irak støttede terroristorganisationer som al-Qaida og var villig til at forsyne dem med masseødelæggelsesvåben.
- at frigøre Irak fra et udemokratisk terrorregime, som havde ført en folkemordspolitik overfor den kurdiske minoritet, blandt andet ved hjælp af kemiske våben.

Det var især spørgsmålet om mulige masseødelæggelsesvåben der blev lagt vægt på, og USA arbejdede ihærdigt i FN for at få accept for en invasion. Efter krigen sendte USA Iraq Survey Group til Irak for at finde beviser på eksistensen af masseødelæggelsesvåben, men gruppens konklusion i Duelfer-rapporten  var, at Irak ikke havde haft et masseødelæggelsesprogram efter Golfkrigen, selv om op mod 500 masseødelæggelsesvåben af ældre dato blev fundet. Der er heller aldrig fremkommet klare beviser på Iraks påståede forbindelse til al-Qaida.
Påståede udtalelser fra tidligere viceforsvarsminister Paul Wolfowitz om, at krigen skulle have været om olie har siden vist sig at være fordrejelser af hans reelle udtalelser.
Fordi invasionen begyndte uden eksplicit tilladelse fra FN's sikkerhedsråd mener nogle, herunder det daværende flertal i FN's Sikkerhedsråd, at den var et brud på FN-charteret. FN's generalsekretær Kofi Annan udtalte i september 2004 – "Vi og FN charteret ser invasionen som ulovlig" .
I sin tale til nationen 17. marts 2003 krævede præsident Bush. at Saddam Hussein og hans to sønner Uday og Qusay skulle forlade Irak inden 48 timer. Dette krav blev afslået.
Hans Blix var en af krigens hårdeste kritikere. Blix var udsendt som våbeninspektør i regionen og var imod Bush-administrationens såkaldt præventive krig, og han mente ikke, at Irak var nogen trussel mod sine naboer efter Golfkrigen, hvilket man kan læse om i hans bog Afvæbningen af Irak (2004). Han ved giver dog i selv samme bog, at have fundet beviser på at der på et tidspunkt havde været masseødelæggelsesvåben i Irak, men han fandt ikke beviser for deres fortsatte tilstedeværelse.

### Den danske beslutning om deltagelse i krigen
I 2003 mente den danske regering, at et dansk bidrag til en multinational indsats i Irak ville medvirke til at fjerne truslen mod den internationale fred og sikkerhed i regionen.. Derfor fremsatte udenrigsminister Per Stig Møller den 18. marts 2003 beslutningsforslag B 118 gående ud på, at Folketinget skulle beslutte at danske styrker skulle indgå i en multinational styrke i Irak. Beslutningsforslag B 118 med titlen "Forslag til folketingsbeslutning om dansk militær deltagelse i en multinational indsats i Irak havde følgende indhold:
"Folketinget meddeler sit samtykke til, at danske militære styrker stilles til rådighed for en multinational indsats i Irak."
I bemærkningerne til beslutningsforslaget fremsætter regeringen sin begrundelse for at anvende militære magtmidler mod Irak. Det nævnes bl.a., at Irak tidligere har anvendt masseødelæggelsesvåben mod militære og civile mål, og at Irak tidligere har ignoreret FN's Sikkerhedsråds krav om at nedruste. Det nævnes desuden at Irak ikke har overholdt kravene i rådets resolution 1441 fra 2002 om at samarbejde med FN's våbeninspektører i landet. Endelig pointerer regeringen, at en afvæbning af Irak er nødvendig for at "fjerne truslen mod den internationale fred og sikkerhed i regionen".
Efter en længere debat ved forslagets første- og andenbehandling, blev beslutningsforslaget vedtaget den 21. marts.
Forslaget blev, som alle andre beslutningforslag, vedtaget ved simpelt flertal med følgende stemmefordeling:
| Parti                            | For | Imod | Fraværende |
| -------------------------------- | --- | ---- | ---------- |
| Venstre, Danmarks Liberale Parti | 37  | 0    | 18         |
| Socialdemokraterne               | 0   | 31   | 21         |
| Dansk Folkeparti                 | 15  | 0    | 7          |
| Det Konservative Folkeparti      | 9   | 0    | 7          |
| Det Radikale Venstre             | 0   | 5    | 4          |
| Socialistisk Folkeparti          | 0   | 9    | 3          |
| Enhedslisten – De Rød-Grønne     | 0   | 2    | 2          |
| Kristeligt Folkeparti            | 0   | 2    | 2          |
| Tjóðveldisflokkurin              | 0   | 0    | 1          |
| Inuit Ataqatigiit                | 0   | 0    | 1          |
| Siumut                           | 0   | 1    | 0          |
| Uden for partierne               | 0   | 0    | 2          |
| I alt                            | 61  | 50   | 68         |

- Bemærk: Det store antal fraværende skyldtes clearing.

#### Debat om baggrunden for Danmarks deltagelse i Irak-krigen
Baggrunden for Danmarks krigsdeltagelse er sidenhen blevet genstand for en omfattende debat. I slutningen af 2012 blev Irak-kommissionen nedsat, der skulle undersøge grundlaget for dansk deltagelse i krigen i Irak. Desuden skulle den belyse den danske politik angående fanger under både Irak-krigen og Krigen i Afghanistan. 13 mænd, herunder tidligere statsminister Anders Fogh Rasmussen og tidligere udenrigsminister Per Stig Møller, skulle i efteråret 2015 og foråret 2016 have været afhørt om det juridiske grundlag for at gå i krig i Irak.
Lars Løkke Rasmussens nye V-mindretalsregering har dog i sit regeringsgrundlag besluttet at nedlægge Irak-kommissionen.

## Invasionen
Den 20. marts 2003 kl. 0230 GMT startede fly- og raketangreb mod mål i Irak. Rusland, Frankrig og Kina fordømte angrebene. Kurdiske bjergtropper i samarbejde med specialstyrker og flystøtte fra koalitionen angreb regeringsstyrkerne fra nord, mens britiske styrker startede landkrigen i syd ved at angribe al-Faw-halvøen.
De første dage mødte koalitionen stærk modstand, særlig i kampen om havnebyen Umm Qasr, men også i større byer som Basra og Nasiriyah. Alligevel var koalitionsstyrkerne så overlegne, at amerikanske styrker i begyndelsen af april stod ved "Bagdads porte". 4. april optrådte Saddam Hussein på fjernsyn sidste gang som præsident, men det er usikkert, om det var en tidligere optagelse. Ellers forsvandt det irakiske regime og forsvar, efterhånden som styrkerne nærmede sig hovedstaden, og snart så det ud til, at kun informationsministeren var tilbage for at forsvare regimet. 9. april blev den store statue af Saddam Hussein i Bagdad centrum nedrevet i, hvad som senere er bevist at være en orkestreret begivenhed med ganske få deltagere.
I nord rykkede kurdiske styrker hurtigt frem, ofte flygtede regeringsstyrkerne uden kamp. 10. april rykkede kurdiske peshmergas ind i Kirkuk, dagen efter tog kurderne magten i Mosul, og 13. april indtog amerikanske styrker Saddams hjemby Tikrit. 1. maj landede George W. Bush på hangarskibet USS Abraham Lincoln nær San Diego, og erklærede, at hoveddelen af de militære operationer var afsluttet.

## Besættelsen
Den iscenesatte  nedrivning af Saddam-statuen skulle overfor medierne symbolisere afslutningen på 30 års terrorregime, men symboliserede også sammenbruddet i landets administration og ordensmagt. Besættelsesstyrkerne havde ikke tilstrækkelige styrker til at holde orden og ønskede heller ikke at benytte Iraks tidligere politi og militær. I anarkiet, som opstod, startede omfattende plyndringer, ødelæggelser og uroligheder. Mest kendt er plyndringen af nationalmuseet, men sygehuse og andre vigtige offentlige bygninger blev også ramt.
Henover sommeren begyndte de første tegn på væbnet modstand mod besættelsen at vise sig, først fra tidligere baath medlemmer som militær og efterretningsfolk. Senere kom andre grupper til, blandt andet shiaismuslimske militsgrupper og Al-Qaida-tilhængere med erfaring fra Afghanistan.

### Amerikansk styre
Amerikanerne havde på forhånd samlet forskellige eksilirakere og andre til overgangsregeringen, Coalition Provisional Authority (CPA), som skulle administrere Irak. Den 21. april ankom medlemmerne til Bagdad sammen med Jay Garner, en tidligere general, som skulle være leder for den nye administration. Garner var uenig i den førte politik og blev hurtigt erstattet med Paul Bremer den 11. maj.
USA's oprindelige plan var, efter nogen tid, at overgive magten til eksil-irakere, som så skulle udforme Iraks nye konstitution, eller grundlov. Disse eksil-irakere viste sig at være så upopulære, at planen blev opgivet.

Næste træk var at oprette et nyt organ, det Irakiske Regerende Råd den 22. juli, som bestod af irakere som var håndplukket af den amerikanske administration. De var heller ikke i stand til at lave nogen grundlov, og Bremer ønskede nu at lave et grundlovsstyre, håndplukket blandt eliten i Irak. Dette forsøg blev stoppet i styringsrådet af shia-lederen Ali al-Sistani, som ønskede demokratiske valg. Sistani fik shiaerne, som ellers havde været passive, ud i gaderne som en advarsel om, at alt andet end demokrati ville være forkert for majoriteten i landet. Presset førte til, at administrationen måtte gå med til valg i januar 2005, og selv da prøvede præsident Bush at udsætte valget.

### Forårsoprøret
Fallujah er en by som ligger i sunnitrekanten 11 km vest for Bagdad. I begyndelsen af 2004 var Fallujah kontrolleret af baath-grupper og byen var central i oprøret mod besættelsesstyrkerne. Den 4. april startede amerikanerne en offensiv: Operation Vigilant Resolve for at genvinde kontrollen over byen. De mødte stærk modstand, som spredte sig over store dele af Irak. Efter seks uger endte kampene i Fallujah med våbenhvile, som gav kontrollen over byen til en styrke – «Fallujah-brigaden» – som var ledet af tidligere baath-officerer. Denne styrke brød dog hurtigt sammen, og kontrollen overgik til oprørerne.
April 2004 var også den måned, hvor amerikanske styrkers og kontraktørers tortur og misbrug af fanger i Abu Ghraib-fængslet blev afsløret. Afsløringerne bidrog ikke til beroligelse af situationen.
Samtidig med, at kampene begyndte i Fallujah, startede den shiamuslimske millits kaldet Mahdi-militsen et oprør i en fattig shiadomineret bydel i Bagdad – Sadr City – og de sydlige byer. Millitsen overtog flere byer, men efter meget hårde kampe tog koalitionsstyrkerne kontrol over alle byerne, undtagen dele af Najaf, ca 160 km syd for Bagdad. 6. juni beordrede Mahdi-militsens leder Muqtada al-Sadr ophør i kampene og indgik en fredsaftale med amerikanerne. Aftalen varede til august, da amerikanerne angreb Najaf igen og til sidst belejrede Iman-Ali moskeen, hvor al-Sadr befandt sig. Efter forhandlinger ledet af shialederen Ali al-Sistani erklærede al-Sadr våbenhvile over hele Irak  Alligevel fortsatte et begrænset shiaoprør bl.a. i Sadr City frem til slutningen af året, da al-Sadr gik ind i politik, og Mahdi-militsen i den nationale sikkerhedsstyrke.

### Det andet slag om Fallujah
Det første slag om Fallujah i april 2004 skabte et område med stor ustabilitet, der de facto var et sikkert område for de irakiske oprørere. Efter flere måneder med denne situation angreb amerikanske og irakiske styrker byen igen i november 2004. Anslået 1,200 oprørere blev dræbt, og de amerikanske marinesoldater, den primære kampstyrke, havde 95 døde og 500 sårede. Ifølge lokale kilder blev hundreder af civile også dræbt, og store dele af byen blev ødelagt af slaget.

### Irakisk styre
Den 8. juni 2004 vedtog FN's sikkerhedsråd, at en provisorisk irakisk regering skulle være på plads inden 30. juni, og at det markerede afslutningen på besættelsen. Sikkerhedsrådet fremlagde også krav om valg, som skulle være gennemført inden udgangen af 2005.
Den 28. juni 2004 blev det irakiske regerende råd nedlagt, og den midlertidige irakiske regering, ledet af eksilirakeren Iyad Allawi fik en begrænset myndighed. Regeringens vigtigste opgave var at lede processen gennem flere valg til en permanent irakisk regering, og beslutningen var at starte retssagen mod Saddam Hussein.
Den 30. januar 2005 var der valg til en midlertidig nationalforsamling. Forsamlingen, der blev valgt, havde et stort flertal af shiitter og kurdere, fordi sunnierne delvis boykottede valget, og delvis var bange for terrorangreb mod valglokalerne.
3. maj indtrådte den irakiske overgangsregering og afløste den irakiske midlertidige regering. Den irakiske overgangsregerings leder blev eksilirakeren Ibrahim al-Jaafari.
Et udkast til ny grundlov blev, efter langvarige forhandlinger, udlagt til folkeafstemning den 15. oktober, og vedtaget med overvældende flertal. Foreløbig er der kun blevet oprettet én region: den Kurdiske.
Den 15. december 2005 var der valg til den første demokratiske nationalforsamling i Irak. Vigtige opgaver for den nye nationalforsamling vil være endelig godkendelse af den nye grundlov, herunder spørgsmålet om føderativ inddeling af landet og fordeling af olieindtægter mellem regionerne. Valgdeltagelsen var over 70%, og flere sunni-arabiske partier deltog også, mens de væbnede modstandsgrupper holdt sig i ro. Resultatet blev som forventet fremgang for den sunni-arabiske alliance som fik 55 af 275 repræsentanter, shia-alliancen SCIRI fik 128 repræsentanter og mistede det absolutte flertal, mens den største kurder-koalition fik 53 pladser.
 Nationalforsamlingen var ude af stand til at udpege en statsminister og danne ny regering.

### Regeringsdannelsen
I overgangsregeringen havde shia-alliancen absolut flertal. Derudover havde den støtte fra kurderne. Alliancen ønskede at lade statsminister Ibrahim Jaafari fortsætte som leder for en ny koalitionsregering, men hans kandidatur havde ikke megen støtte fra kurdere, sunnimuslimer eller sekulære shiitter. Jaafari fik først og fremmest støtte fra Muqtada al-Sadr og hans Mahdi-milits. Sunnierne støttede ikke Jaafari, og beskyldte ham for at lade shia-militsen operere som en del af sikkerhedsstyrken. Kurderne var utilfredse med Jaafari, bl.a. fordi han ikke var villig til at give dem Kirkuk og det olierige område rundt om byen. USA og sekulære grupper nærede mistro til Jaafari, blandt andet fordi han regnes for at være en fundamentalistisk islamist.
Ibrahim al-Jaafari tilbagetrak sit kandidatur 20. april og shia-alliancen nominerede Nouri al-Maliki, viceformand for Dawa-partiet, som ny statsministerkandidat. Maliki havde støtte fra de andre grupper i nationalforsamlingen.
Maliki blev valgt som statsminister, og hans regering afløste overgangsregeringen. Maliki blev taget i ed 20. maj 2006.

### Øget sekteriske vold
Efter valget var det klart, at situationen var i færd med at ændre sig i Irak, oprørernes angreb havde flyttet sig fra besættelsesstyrkerne til kamp mellem forskellige irakiske etniske og religiøse grupper. Lighusene meldte om et stigende antal lig, som bar tydelige præg af tortur og henrettelse. Dødspatruljer fra de forskellige grupperinger hærger om natten  . Ifølge amerikansk statistik blev der i marts 2006 fundet 1313 henrettede, otte gange flere end der blev dræbt af selvmordsbombere.
Ødelæggelsen af den shiamuslimske helligdom Al-Askari moskeen, eller Den Gyldne Moske i Samarra  i februar 2006, førte til en voldsbølge mod sunnier.
I september 2006 rapporterede Washington Post, at chefen for marinekorpsets styrker i Irak havde udarbejdet en hemmelig rapport, der konkluderede, at mulighederne for at sikre al-Anbar provinsen var små pga, at det amerikanske militær stort set ikke kunne gøre noget for at forbedre den politiske og sociale situation i provinsen.
20. oktober 2006 annoncerede det amerikanske militær, at det ikke var lykkedes at dæmme op for den sekteriske vold i Bagdad, og at militante shiamuslimer under Moqtada al-Sadr havde indtaget flere byer i det sydlige Irak.

### Bombningerne i Sadr City
Ved valget i USA 7. november 2006 kom George W. Bushs Republikanske Parti i mindretal både i repræsentanternes hus og senatet. En af årsagerne var formentlig den fejlslagne irakpolitik.
23. november fandt det mest dødbringende angreb siden starten af krigen sted. Ifølge Associated Press brugte sunnimuslimske militante fem selvmords-bilbomber og to mortergranater til at angribe bagdads shiamuslimske bydel, Sadr City, og dræbte mindst 215 og sårede 257. Shiamuslimske morterer svarede hurtigt igen og affyrede 10 granater mod sunniernes vigtigste helligdom i Bagdad, Abu Hanifa moskeen. Otte andre granater slog ned nær en sunnimuslimsk organisations kontorer og satte ild til huse i området. To andre morterangreb mod sunnimuslimske kvarterer dræbte ni og sårede 21.
28. november blev en ny rapport fra det amerikanske marinekorps offentliggjort, der bekræftede konklusionerne i rapporten fra september og fortalte, at: "Amerikanske og irakiske tropper kan ikke længere besejre oprøret i al-Anbar militært, og næsten alle regeringsinstitutioner fra landsbyniveau til provinsniveau er smuldret eller er blevet korrumperet og infiltreret af Al-Qaeda i Irak."

### Baker-Hamilton kommissionens rapport
6. december 2006 offentliggjorde Baker-Hamilton kommissionen sin rapport, der konkluderede at "situationen i Irak er alvorlig og forværres", og at "amerikanske styrker ser ud til at være fanget i en mission, man ikke kan se enden på." Rapportens 79 anbefalinger inkluderede større diplomatiske indsatser over for Syrien og Iran og en intensivering af indsatsen for at træne irakiske styrker. 18. december rapporterede Pentagon, at der var gennemsnitlig 960 angreb på amerikanske styrker om ugen, det højeste tal siden man startede med at rapportere antallet af angreb i 2005.

30. december 2006 blev Saddam Hussein hængt for forbrydelser mod menneskeheden.

### Flere amerikanske tropper
10. januar 2007 offentliggjorde George W. Bush i en tale, at han havde bemyndiget en forøgelse af det amerikanske engagement i Irak med 21,500 flere tropper. Inkluderet i den nye strategi var et job-program til irakerne, flere byggeprojekter og 1,2 milliard dollars til disse projekter. Da han blev spurgt hvorfor han troede at denne nye plan ville fungere, svarede han: "Fordi det bliver den nødt til."

### Britisk og dansk tilbagetrækning
21. februar 2007 meddelte den britiske premierminister Tony Blair og den danske statsminister Anders Fogh Rasmussen, at de to lande vil mindske deres militære engagement i Irak. Danmark ville trække sine 450 soldater ud fra august 2007 og erstatte dem med fire observationshelikoptere med ca. 50 mand.. De britiske styrker skulle formindskes fra 7.100 til 5.500 over nogle måneder, og 500 mere skulle forlade landet i sommeren 2007. 1. august 2007 blev de danske opgaver overdraget til britiske styrker, og de første danske soldater forlod Irak. 5. august forlod de sidste danske landtropper landet, mens det 50 mand store helikopterkontingent skulle forblive i landet året ud.

## Døde og sårede
| Overslag over antal døde og skadede i irakkrigen siden marts 2003 | |
| --- | --- |
| \| Irakere \| Antallet af civile irakere dræbt i krigen er meget usikkert. Hjemmesiden Iraq Body Count oplyste i august 2007, at det officielt rapporterede antal dræbte civile var mellem 68.747 og 75.194. Andre kilder bedømmer, at det er langt højere. Det anerkendte medicinske tidsskrift The Lancet bedømte i 2006 antallet af dræbte irakere til at være mellem 392.979 og 942.636 dræbte.[58] The Lancets skøn er ikke kun for civile dræbt i kamphandlinger og vold, men inkluderer alle dødsfald, der er forårsaget af øget lovløshed, forringet infrastruktur, dårligere sygehusvæsen etc. Tallet inkluderer døde blandt det irakiske militær og de irakiske oprørere. \| \| Militære fra USA \| 4000 døde (24. marts 2008)[59], 24,314 skadet i kamp (3. februar 2007),[60] plus et ukendt antal som er blevet skadet udenfor kamphandlinger. \| \| Militære fra andre koalitionslande \| Storbritannien 165, Italien 33, Polen 21, Ukraine 18, Bulgarien 13, Spanien 11, Danmark 7, El Salvador 5, Slovakiet 4, Letland 3, Australien 2, Estland 2, Holland 2, Rumænien 2, Thailand 2, Ungarn 1, Kasakhstan 1, Fiji 1, Korea 1, Tjekkiet 1.[60] \| \| Ikke-irakiske civile \| Ukendt, men mindst 398 kontraktører, 119 journalister[61] og 150 nødhjælpsarbejdere.[62] \| Tallene er opdateret 8. august 2007. Antal døde irakiske militære dræbt i selve invasionen, eller modstandere dræbt i militære aktioner efter april 2003 er ukendt. | |
| Irakere | Antallet af civile irakere dræbt i krigen er meget usikkert. Hjemmesiden Iraq Body Count oplyste i august 2007, at det officielt rapporterede antal dræbte civile var mellem 68.747 og 75.194. Andre kilder bedømmer, at det er langt højere. Det anerkendte medicinske tidsskrift The Lancet bedømte i 2006 antallet af dræbte irakere til at være mellem 392.979 og 942.636 dræbte. The Lancets skøn er ikke kun for civile dræbt i kamphandlinger og vold, men inkluderer alle dødsfald, der er forårsaget af øget lovløshed, forringet infrastruktur, dårligere sygehusvæsen etc. Tallet inkluderer døde blandt det irakiske militær og de irakiske oprørere. |
| Militære fra USA | 4000 døde (24. marts 2008), 24,314 skadet i kamp (3. februar 2007), plus et ukendt antal som er blevet skadet udenfor kamphandlinger. |
| Militære fra andre koalitionslande | Storbritannien 165, Italien 33, Polen 21, Ukraine 18, Bulgarien 13, Spanien 11, Danmark 7, El Salvador 5, Slovakiet 4, Letland 3, Australien 2, Estland 2, Holland 2, Rumænien 2, Thailand 2, Ungarn 1, Kasakhstan 1, Fiji 1, Korea 1, Tjekkiet 1. |
| Ikke-irakiske civile | Ukendt, men mindst 398 kontraktører, 119 journalister og 150 nødhjælpsarbejdere. |

Den første danske soldat der døde i Irakkrigen var Preben Pedersen.

## Krigsforbrydelser
Gennem hele irakkrigen har der været talrige brud på menneskerettighederne og krigens love fra alle parter i konflikten.
Anklager mod koalitionsstyrkerne om brud på krigens love:
- At starte en krig uden godkendelse fra FNs sikkerhedsråd er et brud på folkeretten. Det anses som den alvorligste krigsforbrydelse. Bl.a. har FNs daværende generalsekretær betegnet krigen som ulovlig [63]
- Tortur af fanger i Abu Ghraib-fængslet[64]
- Den kontroversielle brug af ammunition med hvid fosfor, blandt andet i Slaget om Fallujah[65]
- Det påståede mord på 24 civile i byen Haditha[66]
- Det påståede mord på 11 civile i Ishaqi[67]
- Drab på en ubevæbnet pensioneret politimand i byen Hamdania[68]
- Kidnapning og mord på en irakisk mand ved navn Hashim Ibrahim Awad[69][70]
- Gruppevoldtægt og mord på en 14-årig pige og mord på hendes familie i Mhmudiyah.[71]
- Den påståede bombning af op mod 45 civile under et bryllup i Mukadareeb[72]
- Tortur af fanger sendt til Guantanamo Bay fangelejren ifølge tre mistænkte al Qaida-medlemmer, der er kommet med beskyldningerne overfor Amnesty International.[73][74]

Irakiske oprørere og militser har også begået talrige brud på menneskerettighederne:
- Utallige terrordrab på civile
- Angreb på diplomater og diplomatiske faciliteter, blandt andet bombningen af FN's hovedkvarter i Bagdad i august 2003, der dræbte FN's irakrepræsentant og 21 andre FN folk,[75] halshugning af flere diplomater: to algierske,[76] en egyptisk[77] og fire russiske.[78]
- Bombningen af den Gyldne Moske i Sammara, en af de største shiamuslimske helligdomme.
- Drab på flere udenlandske arbejdere
- Tortur og mord på medlemmer af den nye irakiske hær,[79]

Den nye irakiske regering er også blevet beskyldt for at forbryde sig mod menneskerettighederne:
- Brugen af tortur blandt de irakiske sikkerhedsstyrker.[80]
- Shiamuslimske dødspatruljer styret af indenrigsministeriet beskyldes for adskillige massakrer på sunnimuslimer.[81]

## Finansielle udgifter
Pr. 31. marts 2006 er over $251 milliarder (cirka 1481 milliarder danske kroner) bevilget af den amerikanske kongres til Irakkrigen og krigen i Afghanistan. Ifølge daværende forsvarsminister Søren Gade (V) har Danmarks deltagelse i krigen og den efterfølgende genopbygning kostet 2 milliarder kroner.
Det er ikke kendt, hvor mange penge der er blevet brugt af de andre medlemmer af koalitionen, specielt Storbritannien, men USA's andel af omkostningerne regnes for at være langt den største.
Lige siden begyndelse af krigen har George W. Bush ikke inkluderet omkostningen af Irakkrigen og efterfølgende besættelse i det regulære forsvarsbudget. I stedet har han anmeldt nødbudgetregninger til kongressen for at dække de estimerede omkostninger af Irakkrigen og besættelsen.

### Irakiske
Omkostningerne for det irakiske folk inkluderer:
- højt antal civile tab, måske helt op i mod 942.636 dræbte
- 4,2 millioner irakere har status som flygtninge[83]
- ødelæggelse af infrastruktur
- tab af suverænitet til de irakiske naturressourcer, herunder olie[kilde mangler]
- langtrækkende økonomiske effekter af instabilitet og det ikke-fungerende samfund

## De politiske konsekvenser af krigen
Den hurtige militære sejr under invasionen styrkede de kredse i USA, som ønskede en langt hårdere kurs overfor det de kaldte slyngelstater. Men da koalitionen ikke har været i stand til at skabe fred i landet efter invasionen, er der fremsat kritik af manglen på en strategi for et sikkert Irak efter invasionsfasen. Flere koalitionslande har allerede trukket deres styrker ud af landet, og i USA er der et voksende krav om en tilbagetrækning.

### Kritik af manglende strategi efter invasionen
Kritikere af Irakkrigen mener, at USA's planlægning af en strategi for Irak efter invasionen var "håbløst utilstrækkelig." Det er især blevet fremført, at man var uforberedt på den omfattende plyndring og det voldelige oprør, der fulgte umiddelbart efter invasionen. Kort efter invasionen erkendte daværende viceforsvarsminister Paul Wolfowitz, en af de ledende planlæggere af krigen, at USA havde foretaget skøn i forbindelse med oprøret, der "viste sig at undervurdere problemet."
USA's planer for genopbygningen af Irak er også blevet kritiseret hårdt. I en rapport fra februar 2006, skriver Stuart W. Bowen Jr., generalinspektør for den irakiske genopbygning, at: "Der var utilstrækkelig systematisk planlægning af organiseringen af menneskelig kapital i Irak før og efter de USA-ledede stabiliserings- og genopbygningsoperationer."
Kritikerne har specielt anklaget Pentagon, der havde til opgave at planlægge genopbygningen af Irak, for stort set at have ignoreret et projekt til 5 millioner dollars, kaldet Iraks Fremtid, som det amerikanske udenrigsministerium havde udarbejdet i året før invasionen.

### Krav om tilbagetrækning af USA's tropper
I takt med at de civile og militære tabstal er vokset, har oprøret skiftet karakter til hvad mange kalder en borgerkrig, og Irak er fortsat politisk ustabilt. Mange politikere og borgere både i USA og i resten af verden er begyndt at kræve, at USA trækker sine tropper ud af Irak.
Ud over de menneskelige og økonomiske omkostninger argumenterer de for, at USA's tilstedeværelse i landet afføder mere vold. De, der støtter en tilbagetrækning, mener også, at en tilbagetrækning vil betyde, at Iraks naboer bliver mere involveret i at stoppe urolighederne i landet. Debatten om tilbagetrækning har fået nogle kommentatorer til at sammenligne krigen med Vietnamkrigen.
I foråret 2007 viste meningsmålinger, at et flertal af USA's befolkning støtter en tidsramme for tilbagetrækning fra Irak. De fleste foretrækker at forlade landet gradvist over 12 måneder, og 60 procent svarer, at USA har en moralsk forpligtelse over for det irakiske folk.

## Bøger om Irakkrigen på dansk
- Hanne Jørndrup : Journalistik - midt i en krigstid : En analyse af journalistikkens forhold til det nationale set gennem danske avisers dækning af Irak-krigens udbrud i marts 2003. Ph.D.-afhandling indleveret ved: Humanistisk Fakultet Syddansk Universitet Maj 2005
- Martin Kaae og Jesper Nissen: Vejen til Irak: Hvorfor gik Danmark i krig? – Gad, 2008 (252 s. – ISBN 978-87-12-04352-2). Bogen gennemgår grundlaget for den danske beslutning om at gå i krig i Irak.
- Bo Elkjær: Kære statsminister! – løgnen om krigen i Irak (ISBN 978-87-7731-337-0, Ekstra Bladets Forlag 2008)

## Bøger om Irakkrigen på engelsk
- Bob Woodward: Bush at War. Simon & Schuster, 2002
- Bob Woodward: Plan of Attack. Simon & Schuster, 2004
- Bob Woodward: State of Denial. Simon & Schuster, 2006
- Bob Woodward: The War Within: A Secret White House History (2006–2008). Simon & Schuster, 2008